# Ralf Edström
Ralf Sigvard Edström (født 7. oktober 1952 i Degerfors, Sverige) er en svensk tidligere fodboldspiller (angriber).
Edström startede sin karriere i hjemlandet hos Åtvidaberg, og vandt to svenske mesterskaber og en pokaltitel med klubben. Herefter spillede han som udlandsprofessionel i både Holland, Belgien og Frankrig, og vandt både Æresdivisionen med PSV Eindhoven og Ligue 1 med AS Monaco. Han havde også ophold hos IFK Göteborg og Örgryte IS.
To gange, i 1972 og 1974 vandt Edström Guldbollen, titlen som årets spiller i svensk fodbold.
Edström spillede desuden 40 kampe og scorede 15 mål for Sveriges landshold. Han var en del af den svenske trup til både VM 1974 i Vesttyskland, samt VM 1978 i Argentina.

## Titler
Svensk mesterskab
- 1972 og 1973 med Åtvidaberg
- 1985 med Örgryte

Svenska Cupen
- 1971 med Åtvidaberg
- 1979 med IFK Göteborg

Hollandsk mesterskab
- 1975 og 1976 med PSV Eindhoven

KNVB Cup
- 1974 og 1976 med PSV Eindhoven

Belgisk Pokal
- 1981 med Standard Liège

Ligue 1
- 1982 med AS Monaco